# 2005年のサッカー
< 2005年 | 2005年のスポーツ
2005年のサッカー（2005ねんのサッカー）では、2005年（平成17年）における、日本および世界のサッカー界の動向をまとめる。

## できごと
- 1月1日 - 第84回天皇杯全日本サッカー選手権大会で東京ヴェルディ1969が8年ぶり、東京移転後としては初めて優勝。同日には第26回全日本女子サッカー選手権大会で日テレ・ベレーザが優勝し、アベック優勝を達成した。
- 2月9日 - FIFAワールドカップ・ドイツ大会アジア最終予選開幕。日本は埼玉スタジアム2002で北朝鮮と対戦し、2-1で勝利。
- 3月5日 - 2005年のJリーグ開幕。ディビジョン1はチーム数が18に増え、9シーズンぶりに1シーズン制に移行して開催。ディビジョン2に徳島ヴォルティスとザスパ草津が新規加盟した。
- 5月8日 - ガンバ大阪のMF前田雅文がJリーグディビジョン1通算1万ゴールを決める。
- 6月8日 - FIFAワールドカップ・ドイツ大会アジア最終予選、日本代表チームがこの日バンコクで行われた北朝鮮戦に勝利し、世界で最初に本戦出場を決める。8月17日のイラン戦にも勝利し、5勝1敗で予選グループリーグBを1位で通過した。
- 6月15日～29日 - FIFAコンフェデレーションズカップ がドイツで開催。日本はグループBで1勝1敗1引き分けながら、得失点差で3位に終わる。優勝はブラジル。
- 7月29日 - イタリア・セリエA・レッジーナの中村俊輔がスコティッシュ・プレミアリーグ・セルティックへ移籍する事が決まる。
- 7月31日～8月7日 - 東アジアサッカー選手権開催。初めて男女同時に開催された。日本代表は男子が1勝1敗1分で2位に、女子が1敗2分で3位に終わる。総合優勝は北朝鮮、男子優勝は中国、女子優勝は韓国。
- 8月7日 - 平山相太がオランダエールディヴィジ・ヘラクレスに入団。
- 8月12日 - イタリア・セリエA・フィオレンティーナの中田英寿のFAプレミアリーグ・ボルトン・ワンダラーズへの1年契約でのレンタル移籍が発表された。
- 10月4日 - 横浜FCのFW三浦知良がオーストラリアのシドニーFCに期限・条件付きでのレンタル移籍することが発表された。
- 11月5日 - Jリーグヤマザキナビスコカップ決勝、ジェフユナイテッド市原・千葉がガンバ大阪を下し優勝、初のタイトルを獲得。
- 11月6日 - Jリーグ・ディビジョン2、京都パープルサンガが優勝を決める。
- 11月16日 - FIFAワールドカップ・ドイツ大会プレーオフ第2戦を行い、本大会出場32カ国が出揃う。
- 12月3日 - Jリーグ全日程終了。ディビジョン1の優勝争いは最終節までもつれた結果、ガンバ大阪が優勝を決め、初のタイトル獲得。一方、東京ヴェルディ1969とヴィッセル神戸が両チームともに初となるディビジョン2へ降格となり、来シーズンは京都パープルサンガ、アビスパ福岡の2チームと入れ替わることになった。
- 12月9日 - FIFAワールドカップ・ドイツ大会の組み合わせ抽選がドイツ・ライプツィヒでおこなわれ、日本はブラジル、クロアチア、オーストラリアと同じF組に入り、初戦はオーストラリアと戦うことになった。開幕戦はドイツ－コスタリカ。
- 12月10日 - J1・J2入れ替え戦で、J2のヴァンフォーレ甲府がJ1の柏レイソルに7日に続いて勝利し、来季のJ1昇格が決まった。また7日の試合では試合中停電が発生し、競技場の照明が落ちて35分間試合が中断するという珍事も起きた。
- 12月11日～12月18日 - FIFAクラブ世界選手権2005が従来のトヨタカップを衣替えする形で開催。決勝戦ではサンパウロFCがリヴァプールFCを下し優勝。

## 国内リーグ・カップ戦優勝クラブ

### ヨーロッパ
- アイスランド
  - 〈リーグ〉ウルヴァルステイルト2005 - FHハフナルフィヨルズゥル
- アイルランド
  - 〈リーグ〉リーグ・オブ・アイルランド2005 - コーク・シティFC
- イスラエル
  - 〈リーグ〉イスラエル・プレミアリーグ2004-05 - マッカビ・ハイファFC
- イタリア
  - 〈リーグ〉セリエA 2004-2005 - ユヴェントスFC
  - 〈リーグカップ〉コッパ・イタリア2004-05 - インテルナツィオナーレ・ミラノ
- イングランド
  - 〈リーグ〉プレミアリーグ2004-2005 - チェルシーFC
  - 〈オープンカップ〉FAカップ2004-05 - アーセナルFC
  - 〈リーグカップ〉カーリング・カップ2005 - チェルシーFC
- ウェールズ
  - 〈リーグ〉ウェルシュ・プレミアリーグ2004-05 トータル・ネットワーク・ソリューションズFC
- ウクライナ
  - 〈リーグ〉ウクライナ・プレミアリーグ2004-05 - FCシャフタール・ドネツク
- エストニア
  - 〈リーグ〉メスタリリーガ2005 - FC TVMKタリン
- オーストリア
  - 〈リーグ〉ブンデスリーガ2004-05 - SKラピード・ウィーン
- オランダ
  - 〈リーグ〉エールディヴィジ2004-05 - PSVアイントホーフェン
  - 〈リーグカップ〉KNVBカップ2004-05 - PSVアイントホーフェン
- 北アイルランド
  - 〈リーグ〉アイリッシュ・プレミアリーグ2004-05 - グレントランFC
- ギリシャ
  - 〈リーグ〉ギリシャ・スーパーリーグ2004-05 - オリンピアコスFC
  - 〈リーグカップ〉キペロ・エラーダス2005 - オリンピアコスFC
- クロアチア
  - 〈リーグ〉プルヴァHNL2004-05 - ハイドゥク・スプリト
- スイス
  - 〈リーグ〉スーパーリーグ2004-05 - FCバーゼル
- スウェーデン
  - 〈リーグ〉アルスヴェンスカン2005 - ユールゴーデンIF
- スコットランド
  - 〈リーグ〉スコティッシュ・プレミアリーグ2004-05 - レンジャーズFC
  - 〈リーグカップ〉スコティッシュリーグカップ2004-05 - レンジャーズFC
- スペイン
  - 〈リーグ〉リーガ・エスパニョーラ2004-2005 - FCバルセロナ
  - 〈リーグカップ〉コパ・デル・レイ2004-05 - レアル・ベティス
- スロバキア
  - 〈リーグ〉ツォルゴン・リーガ2004-05 - FCアルトメディア・ブラチスラヴァ
- セルビア・モンテネグロ
  - 〈リーグ〉セルビア・モンテネグロ・プルヴァ・リーガ2004-05 - パルチザン・ベオグラード
- チェコ
  - 〈リーグ〉ガンブリヌス・リーガ2004-05 - ACスパルタ・プラハ
- デンマーク
  - 〈リーグ〉デンマーク・スーペルリーガ2004-05 - ブレンビーIF
- ドイツ
  - 〈リーグ〉ドイツ・ブンデスリーガ2004-2005 - バイエルン・ミュンヘン
  - 〈リーグカップ〉DFBポカール2005 - バイエルン・ミュンヘン
- トルコ
  - 〈リーグ〉スュペル・リグ2004-05 - フェネルバフチェSK
- ノルウェー
  - 〈リーグ〉ティッペリーガエン2005 - ヴォレレンガ・フォトバル
- ハンガリー
  - 〈リーグ〉ネムゼティ・バイノクシャーグI2004-05 - デブレツェニVSC
- フランス
  - 〈リーグ〉リーグ・アン2004-2005 - オリンピック・リヨン
  - 〈オープンカップ〉クープ・ドゥ・フランス2005 - AJオセール
  - 〈リーグカップ〉クープ・ドゥ・ラ・リーグ2005 - RCストラスブール
- ブルガリア
  - 〈リーグ〉ブルガリアプロサッカーリーグ2004-05 - PFC CSKAソフィア
- ベルギー
  - 〈リーグ〉ジュピラー・プロ・リーグ2004-05 - クラブ・ブルッヘ
- ボスニア・ヘルツェゴビナ
  - 〈リーグ〉プレミイェル・リーガ2004-05 - HŠKズリニスキ・モスタル
- ポーランド
  - 〈リーグ〉エクストラクラサ2004-05 - ヴィスワ・クラクフ
- ポルトガル
  - 〈リーグ〉スーペルリーガ・ガルプエナージア2004-05 - SLベンフィカ
- モルドバ
  - 〈リーグ〉ディヴィジア・ナツィオナラ2004-05 - FCシェリフ・ティラスポリ
- ルーマニア
  - 〈リーグ〉リーガ1 2004-05 - FCステアウア・ブカレスト
- ロシア
  - 〈リーグ〉ロシア・プレミアリーグ2005 - PFC CSKAモスクワ

### 南米
- アルゼンチン
  - 〈リーグ〉プリメーラ・ディビシオン2004-05 - 前期：ニューウェルズ・オールドボーイズ、後期：CAベレス・サルスフィエルド
- ウルグアイ
  - 〈リーグ〉プリメーラ・ディビシオン2005 - ナシオナル・モンテビデオ
- エクアドル
  - 〈リーグ〉セリエA2005 - 前期：LDUキト、後期：CDエル・ナシオナル
- コロンビア
  - 〈リーグ〉カテゴリア・プリメーラA2005 - 前期：アトレティコ・ナシオナル、後期：デポルティーボ・カリ
- チリ
  - 〈リーグ〉プリメーラ・ディビシオン2005 - 前期：ウニオン・エスパニョーラ、後期：ウニベルシダ・カトリカ
- パラグアイ
  - 〈リーグ〉リーガ・パラグアージャ2005 - セロ・ポルテーニョ
- ブラジル
  - 〈リーグ〉カンピオナート・ブラジレイロ・セリエA 2005 - SCコリンチャンス・パウリスタ
- ペルー
  - 〈リーグ〉プリメーラ・ディビシオン2005 - スポルティング・クリスタル

### 北中米カリブ海
- アメリカ、カナダ
  - 〈リーグ〉メジャーリーグサッカー2005 - ロサンゼルス・ギャラクシー
  - 〈オープンカップ〉USオープンカップ2005 - ロサンゼルス・ギャラクシー
- コスタリカ
  - 〈リーグ〉プリメーラ・ディビシオン2004-05 - LDアラフエレンセ
- メキシコ
  - 〈リーグ〉プリメーラ・ディビシオン - 2004-05後期：クルブ・アメリカ、2005-06前期：デポルティーボ・トルーカFC

### アフリカ
- アルジェリア
  - 〈リーグ〉アルジェリア・シャンピオナ・ナシオナル2004-05 - USMアルジェ
- エジプト
  - 〈リーグ〉エジプト・プレミアリーグ2004-05 - アル・アハリ
- コートジボワール
  - 〈リーグ〉コートジボワール・プレミア・ディビジョン2005 - ASECミモザ
- コンゴ民主共和国
  - 〈リーグ〉リナフット2005 - DCモテマ・ペンベ
- チュニジア
  - 〈リーグ〉チュニジア・リーグ2004-05 - CSスファクシアン
- ナイジェリア
  - 〈リーグ〉ナイジェリア・プレミアリーグ2005 - エニンバ

### アジア
- イラン
  - 〈リーグ〉ペルシアン・ガルフ・プロリーグ2004-05 - フーラードFC
- 韓国
  - 〈リーグ〉Kリーグ2005 - 蔚山現代FC
  - 〈オープンカップ〉韓国FAカップ2005 - 全北現代モータース
  - 〈リーグカップ〉三星ハウゼンカップ2005 - 水原三星ブルーウィングス
- サウジアラビア
  - 〈リーグ〉サウジ・プロフェッショナルリーグ2004-05 - アル・ヒラル
- タイ
  - 〈リーグ〉タイ・プレミアリーグ2004-05 - タイ・タバコ・モノポリー
- 中国
  - 〈リーグ〉中国スーパーリーグ2005 - 大連実徳足球倶楽部
- 日本
  - 〈リーグ〉J1リーグ 2005 - ガンバ大阪
  - 〈オープンカップ〉第84回天皇杯 - 東京ヴェルディ1969
  - 〈リーグカップ〉2005Jリーグヤマザキナビスコカップ - ジェフユナイテッド市原・千葉
- ベトナム
  - 〈リーグ〉ベトナムサッカーリーグ2005 - ドンタム・ロンアンFC

## クラブチームによる国際大会
- A3チャンピオンズカップ2005（韓国・西帰浦市・2月13日～19日）
  - 優勝： 水原三星ブルーウィングス
- CONCACAFチャンピオンズカップ2005
  -  デポルティーボ・サプリサ（10年ぶり3回目）

| 決勝・第1戦：5月4日  |  | デポルティーボ・サプリサ 2 - 0 UNAMプーマス |
| 決勝・第2戦：5月11日 |  | UNAMプーマス 2 - 1 デポルティーボ・サプリサ |（2戦合計3-2でデポルティーボ・サプリサが優勝）
- UEFAカップ2004-05
  -  CSKAモスクワ（初優勝）

決勝：5月18日、ポルトガル・リスボン
 CSKAモスクワ 3 - 1  スポルティングCP
- UEFAチャンピオンズリーグ 2004-05
  -  リヴァプールFC（21年ぶり5回目）

決勝：5月25日、トルコ・イスタンブール
 リヴァプールFC 3 (PK3-2) 3  ACミラン
- オセアニア・クラブチャンピオンシップ2004-05
  -  シドニーFC（初優勝）

決勝：6月10日
 シドニーFC 2 - 0  ASマゼンタ
- コパ・リベルタドーレス2005
  -  サンパウロFC（12年ぶり3回目）

| 決勝・第1戦：7月6日  |  | アトレチコ・パラナエンセ 1 - 1 サンパウロFC |
| 決勝・第2戦：7月13日 |  | サンパウロFC 4 - 0 アトレチコ・パラナエンセ |（2戦合計5-1でサンパウロFCが優勝）
- AFCチャンピオンズリーグ2005
  -  アル・イテハド（2年連続2回目）

| 決勝・第1戦：10月26日 |  | アル・アインFC 1 - 1 アル・イテハド |
| 決勝・第2戦：10月26日 |  | アル・イテハド 4 - 2 アル・アインFC |（2戦合計5-3でアル・イテハドが優勝）
- CAFチャンピオンズリーグ2005
  -  アル・アハリ（4年ぶり4回目）

| 決勝・第1戦：10月28日 |  | エトワール・サヘル 0 - 0 アル・アハリ |
| 決勝・第2戦：11月12日 |  | アル・アハリ 3 - 0 エトワール・サヘル |（2戦合計3-0でアル・アハリが優勝）
- FIFAクラブ世界選手権2005
  -  サンパウロFC（初優勝）

決勝：12月18日、日本・横浜国際総合競技場
 サンパウロFC 1 - 0  リヴァプールFC

## ナショナルチームによる国際大会
- FIFAコンフェデレーションズカップ2005
  - 6月15日 - 6月29日（開催国：ドイツ）

| 決勝：6月29日 |  | ブラジル | 4 | - | 1 | アルゼンチン |  |
- 東アジアサッカー選手権2005
  - 7月31日 - 8月7日（開催国：韓国）
    - 総合優勝： 北朝鮮（男子1勝1敗1分、女子2勝1分、総勝ち点10点）
    - 男子優勝： 中国（1勝2分、勝ち点5）
    - 女子優勝： 韓国（2勝1分、勝ち点7）
- 2006 FIFAワールドカップ・予選
  - 予選突破国

| ヨーロッパ予選 - ドイツ（開催国） - オランダ - ウクライナ - ポルトガル - フランス - イタリア - イングランド - セルビア・モンテネグロ - クロアチア - チェコ - スイス - ポーランド - スペイン - スウェーデン | 南米予選 - ブラジル - アルゼンチン - エクアドル - パラグアイ 北中米・カリブ海予選 - アメリカ - メキシコ - コスタリカ - トリニダード・トバゴ | アフリカ予選 - トーゴ - ガーナ - コートジボワール - アンゴラ - チュニジア アジア予選 - サウジアラビア - 韓国 - 日本 - イラン オセアニア予選 - オーストラリア |

### 年代別代表
- 2005 FIFAワールドユース選手権
  - 6月10日 - 7月2日（開催国：オランダ）

| 決勝：7月2日 |  | アルゼンチン | 2 | - | 1 | ナイジェリア |  |
- 2005 FIFA U-17世界選手権
  - 9月16日 - 10月2日（開催国：ペルー）

| 決勝：10月2日 |  | メキシコ | 3 | - | 0 | ブラジル |  |

## 日本

### クラブチームによる国内大会
- 第84回天皇杯全日本サッカー選手権大会
  - 決勝　1月1日・国立霞ヶ丘競技場陸上競技場
    - 東京ヴェルディ1969 2 - 1 ジュビロ磐田
- ゼロックス・スーパーカップ2005
  - 2月26日・横浜国際総合競技場
    - 東京ヴェルディ1969 2 - 2 (PK 5 - 4) 横浜F・マリノス
- Jリーグオールスターサッカー
  - 10月9日・大分スタジアム
    - J-WAST 3 - 2 J-EAST
      - MVP・マグノ・アウベス（大分トリニータ）
- Jリーグヤマザキナビスコカップ2005
  - 決勝　11月5日・国立霞ヶ丘陸上競技場
    - ジェフ千葉 0 - 0 (PK 5 - 4) ガンバ大阪
- Jリーグ 2005
  - 3月5日 - 12月3日
    - ディビジョン1優勝 : ガンバ大阪（初優勝）

    - ディビジョン2優勝 : 京都パープルサンガ

### 女子
- 第26回全日本女子サッカー選手権大会決勝（1月1日・国立霞ヶ丘陸上競技場）
日テレ・ベレーザ 3 - 1 さいたまレイナスFC
- なでしこリーグ2005
  - 1部（L1）日テレ・ベレーザ
  - 2部（L2）INACレオネッサ

### 学生・ユースクラブ
- 第83回全国高等学校サッカー選手権大会決勝（国立霞ヶ丘陸上競技場・1月10日）
鹿児島実業（鹿児島） 0 - 0 (PK 4 - 2) 市立船橋（千葉）
- 第53回全日本大学サッカー選手権大会決勝 （国立霞ヶ丘陸上競技場・1月16日）
駒澤大学 5 - 2 立命館大学
- 第16回高円宮杯全日本ユース(U-18)サッカー選手権大会 決勝（埼玉スタジアム2002・10月10日）
東京ヴェルディユース 4 - 1 コンサドーレ札幌ユースU-18
- 第13回Jリーグユース選手権大会決勝（長居陸上競技場・12月25日）
清水エスパルスユース 4 - 1 ヴィッセル神戸ユース

### 日本代表
- 2006 FIFAワールドカップ・アジア最終予選（日本はグループB）
  - 2月9日 - 日本 2 - 1 北朝鮮
    - 会場：埼玉スタジアム2002

  - 3月25日 - イラン 2 - 1 日本
    - 会場：テヘラン、アザディ・スタジアム

  - 3月30日 - 日本 1 - 0 バーレーン
    - 会場：埼玉スタジアム2002

  - 6月3日 - バーレーン 0 - 1 日本
    - 会場：マナーマ・ナショナルスタジアム

  - 6月8日 - 北朝鮮 0 - 2 日本
    - 会場：タイ・バンコク、スパチャラサイ国立競技場
      - この試合で日本は3大会連続のW杯出場を果たす。なお、この試合は北朝鮮のホームゲームであるが、前回のホームゲームで暴動が起こったためFIFAの裁定により第3国開催・無観客試合の措置がとられた。

  - 8月17日 - 日本 2 - 1 イラン
    - 会場：横浜国際総合競技場
- FIFAコンフェデレーションズカップ2005

日本はグループB、開催国：ドイツ
- - 6月16日 - 日本 1 - 2 メキシコ
    - 会場：ハノーファー、ニーダーザクセン・シュタディオン

  - 6月19日 - 日本 1 - 0 ギリシャ
    - 会場：フランクフルト、ヴァルトシュタディオン

  - 6月22日 - 日本 2 - 2 ブラジル
    - 会場：ケルン、ライン・エネルギエ・シュタディオン
- 東アジアサッカー選手権2005

開催国：韓国
- - 7月31日 - 日本 0 - 1 北朝鮮
    - 会場：大田、大田ワールドカップ競技場

  - 8月3日 - 日本 2 - 2 中国
    - 会場：大田、大田ワールドカップ競技場

  - 8月7日 - 日本 1 - 0 韓国
    - 会場：大邱、大邱ワールドカップ競技場
- キリンチャレンジカップ
  - 1月29日 - 日本 4 - 0 カザフスタン
    - 会場：横浜国際総合競技場

  - 2月2日 - 日本 3 - 0 シリア
    - 会場：埼玉スタジアム2002

  - 9月7日 - 日本 5 - 4 ホンジュラス
    - 会場：宮城スタジアム

  - 11月16日 - 日本 1 - 0 アンゴラ
    - 会場：国立霞ヶ丘競技場陸上競技場
- キリンカップ・サッカー
  - 5月22日 - 日本 0 - 1 ペルー
    - 会場：新潟スタジアム

  - 5月27日 - 日本 0 - 1 アラブ首長国連邦
    - 会場：国立霞ヶ丘陸上競技場
- 国際親善試合
  - 10月8日 - ラトビア 2 - 2 日本
    - 会場：ラトビア・リガ

  - 10月12日 - ウクライナ 0 - 1 日本
    - 会場：ウクライナ・キエフ

## 死去
カッコ内は生年
- 2月17日 -   オマール・シボリ（1935年）
- 3月3日 -  リヌス・ミケルス（1928年）
- 3月9日 -  イシュトヴァーン・ニエルス（1924年）
- 4月11日 -  リュシアン・ローラン（1907年）
- 5月7日 -  オティリオ・テノリオ（1980年）
- 5月29日 -  スヴァトプルク・プルスカル（1930年）
- 9月13日 -  トニ・フリッチュ（1945年）
- 10月3日 -  フランチェスコ・スコーリオ（1941年）
- 10月18日 -  ジョニー・ヘインズ（1934年）
- 11月2日 -  フェルッチョ・ヴァルカレッジ（1919年）
- 11月25日 -  ジョージ・ベスト（1946年）
- 11月29日 -  ダヴィド・ディ・トマソ（1979年）